# José Beltrão
José Gil de Gouveia Beltrão (* 27. November 1905 in Lissabon; † 1948 ebenda) war ein portugiesischer Springreiter.

## Werdegang
Beltrão war Mitglied der portugiesischen Mannschaft bei den Olympischen Sommerspielen 1936 in Berlin.
In der Einzelkonkurrenz belegte er nach drei Abwürfen gemeinsam mit vier anderen Reitern im Endklassement Rang 6. In der Mannschaftswertung errang er zusammen mit Luis Mena e Silva und Domingos de Sousa Coutinho die Bronzemedaille.